# Дровники
Дровники — деревня в Суздальском районе Владимирской области, входит в состав Селецкого сельского поселения. 

## География
Деревня расположена в 16 км на юго-восток от райцентра города Суздаль.

## История
В конце XIX — начале XX века деревня входила с состав Быковской волости Суздальского уезда. В 1859 году в деревне числилось 26 дворов, в 1905 году — 32 дворов, в 1926 году — 46 хозяйств.
С 1929 года деревня входила в состав Андрейцевского сельсовета Суздальского района, с 1940 года — в составе Ляховицкого сельсовета, с 1956 года — в составе Кидекшанского сельсовета, с 1974 года — в составе Селецкого сельсовета, с 2005 года — в составе Селецкого сельского поселения.

## Население
| 1859 | 1905 | 1926 |
| ---- | ---- | ---- |
| 153  | 216  | 241  |

| 1859 | 1905 | 1926 | 2002 | 2010 | 2021 |
| ---- | ---- | ---- | ---- | ---- | ---- |
| 153  | ↗216 | ↗241 | ↘4   | ↘2   | ↗4   |

## Известные уроженцы
Вениамин Сидоров (1930—2006) — советский физик, член-корреспондент АН СССР.